# Raghuva biocularis
Raghuva biocularis là một loài bướm đêm trong họ Noctuidae.